# Speak Now World Tour
Speak Now World Tour – druga trasa koncertowa Taylor Swift, która promowała jej trzeci album studyjny pt. "Speak Now" wydany w 2010 r. Odbyła się ona pomiędzy 2011 i 2012 r.; obejmowała 110 koncertów. W 2011 Swift koncertowała w Azji, Europie i Ameryce Północnej; a w 2012 – w Oceanii.

## Program koncertów

### Azja i Europa
AKT 1
01. „Sparks Fly”
02. ,,Mine”
03. „The Story of Us”
AKT 2
01. „Back to December” (wplecione fragmenty utworów „Apologize” i „You're Not Sorry”)
02. „Better Than Revenge”
AKT 3
01. ,,Speak Now”
02. „Fearless” (wplecione fragmenty utworów „Hey, Soul Sister” i „I'm Yours”)
03. „Fifteen”
04. ,,You Belong With Me”
05. „Dear John”
AKT 4
01. „Enchanted”
02. ,,Long Live"

BIS
01. „Love Story"
1. Revenge”
2. Now”
3. Yours”)
4. „Fifteen”
5. Me”
6. John”

### Ameryka Północna
AKT 1
01. ,,Sparks Fly”
02. „Mine”
03. „The Story of Us”

1. Song”
2. „Mean”
3. Now”
4. Yours”)
5. Kiss”
6. Me”
7. John”
8. „Enchanted”
9. „Haunted”
10. Live"

Bisy:„Fifteen”
AKT 2
01. ,,Our Song”
02. „Mean”

AKT 3
01. ,,Back to December” (wplecione fragmenty utworów „Apologize” i „You're Not Sorry”)
02. „Better Than Revenge”

AKT 4
01. ,,Speak Now”
02. „Fearless” (wplecione fragmenty utworów „Hey, Soul Sisters” i „I'm Yours”)
03. „Last Kiss”
04. „You Belong With Me”
05. „Dear John”

AKT 5
01. „Enchanted”
02. „Haunted”
03. „Long Live"

1. „Mine”
2. Us”
3. Song”
4. „Mean”
5. Revenge”
6. Now”
7. Kiss”
8. Me”
9. John”
10. „Enchanted”

BIS:
1. „Fifteen”
2. „Love Story"

## Lista koncertów
| Data             | Miejscowość | Państwo          | Obiekt                   | Support        | Frekwencja                  | Dochód (USD) |
| Azja             | Azja        | Azja             | Azja                     | Azja           | Azja                        | Azja         |
| ---------------- | ----------- | ---------------- | ------------------------ | -------------- | --------------------------- | ------------ |
| 9 lutego 2011    | Singapur    | Singapur         | Singapore Indoor Stadium | Sezairi Sezali | 8 964/8 964 (100%)          | 916 850      |
| 11 lutego 2011   | Seul        | Korea Południowa | Olympic Gymnastics Arena | N/A            | 4 725/4 725 (100%)          | 385 374      |
| 13 lutego 2011   | Osaka       | Japonia          | Osaka-jo Hall            | N/A            | 6 953/6 953 (100%)          | 758 113      |
| 16 lutego 2011   | Tokio       | Japonia          | Nippon Budōkan           | N/A            | 15 955/15 955 (100%)        | 1 738 227    |
| 17 lutego 2011   | Tokio       | Japonia          | Nippon Budōkan           | N/A            | 15 955/15 955 (100%)        | 1 738 227    |
| 19 lutego 2011   | Quezon City | Filipiny         | Smart Araneta Coliseum   | Sam Concepcion | 12 667/12 667 (100%)        | 859 037      |
| 21 lutego 2011   | Hongkong    | Hongkong         | AsiaWorld–Arena          | Saito Johnny   | 12 573/12 573 (100%)        | 1 030 633    |
| Europa           |             |                  |                          |                |                             |              |
|                  |             |                  |                          |                |                             |              |
| Ameryka Północna |             |                  |                          |                |                             |              |
|                  |             |                  |                          |                |                             |              |
| Oceania          |             |                  |                          |                |                             |              |
|                  |             |                  |                          |                |                             |              |
|                  |             |                  |                          |                |                             |              |
| Razem            | Razem       | Razem            | Razem                    | Razem          | 1 639 137/1 642 435 (99.8%) | 123 678 576  |